# Philiris praeclara
Philiris praeclara is een vlinder uit de familie van de Lycaenidae. De wetenschappelijke naam van de soort is voor het eerst geldig gepubliceerd in 1963 door Tite.